# Gevangenpoort (Woudrichem)

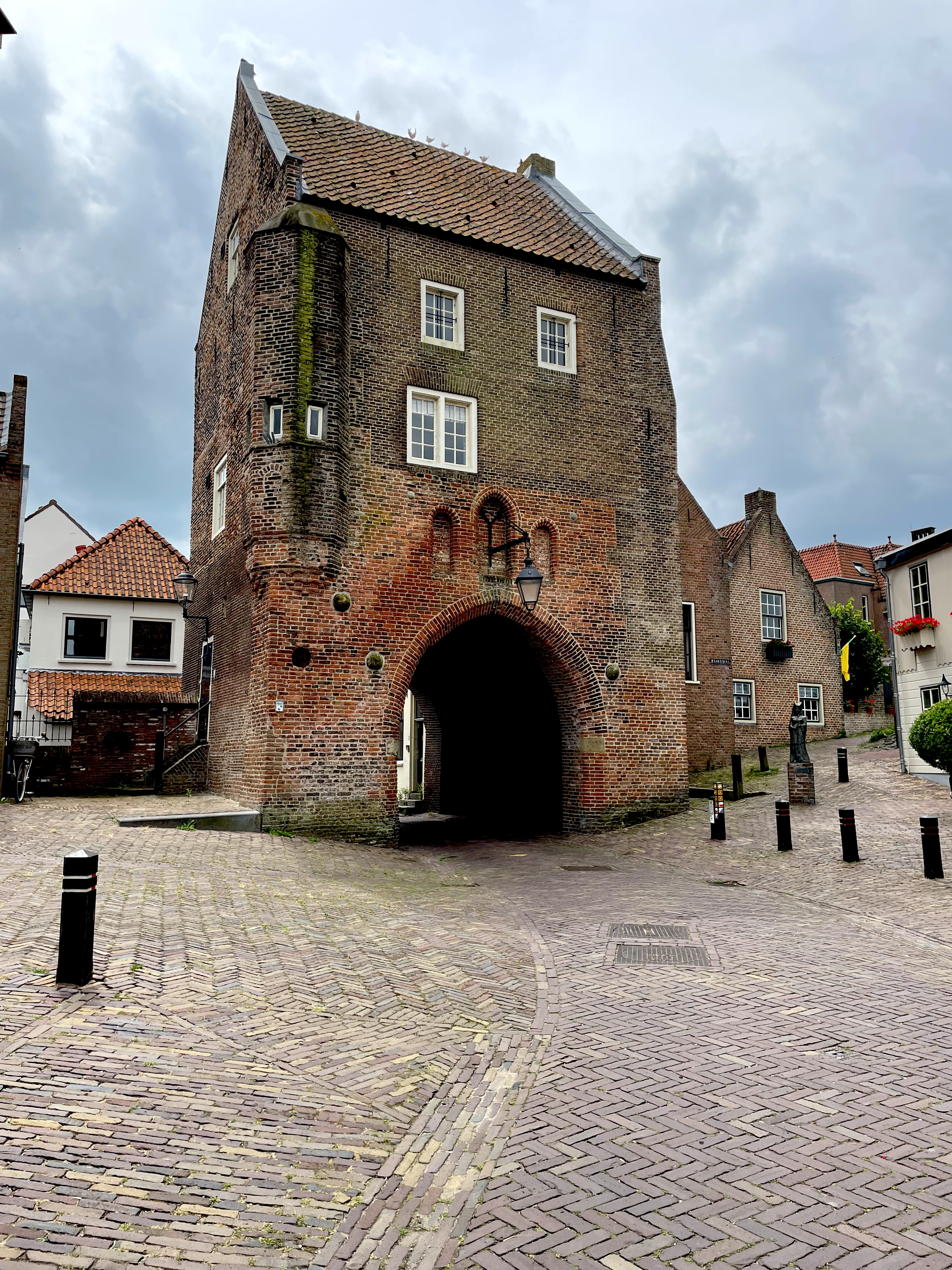
Gevangenpoort..

De Gevangenpoort in de vestingstad Woudrichem is de enige overgebleven waterpoort als onderdeel van de vestingwerken. De poort dateert van ná 1573, het jaar waarin de stad in brand heeft gestaan. Ze behoort bij de in 1580 aangelegde omwalling. In de Middeleeuwen had Woudrichem een ommuring, waarin zich vijf stadspoorten bevonden. Op de noordoosthoek van de poort bevindt zich een uitgekraagde erkertoren.
In de 19e eeuw dienden de vertrekken in de poort als gevangenis. De poort werd toen getekend door Isaac Weissenbruch. Het bouwwerk is tegenwoordig in gebruik als restaurant. Bij de poort staat het standbeeld van Jacoba van Beieren.

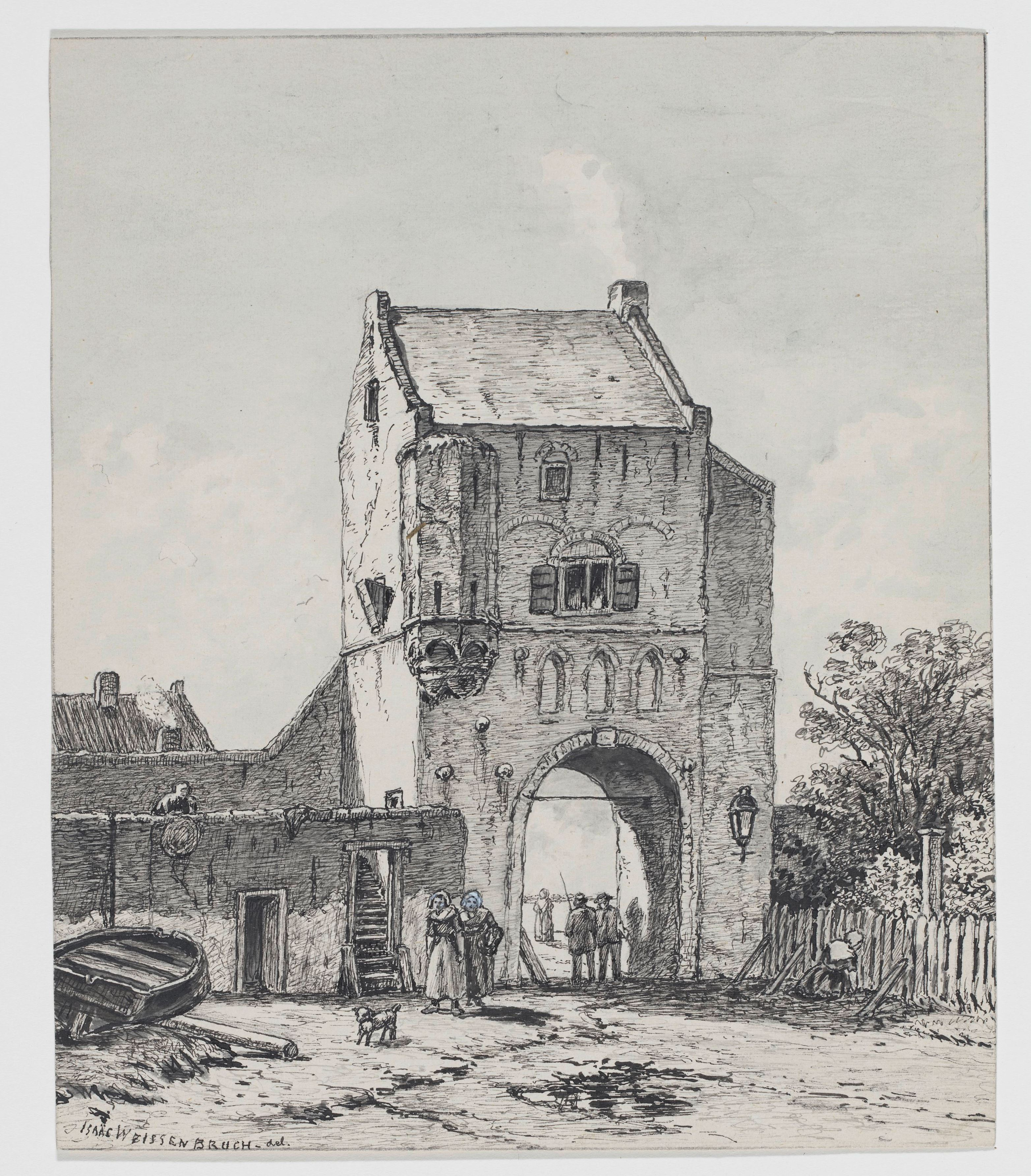
Gevangenpoort door Isaac Weissenbruch